# Aeonium tabulaeforme
Aeonium tabulaeforme — вид многолетних суккулентных растений рода Эониум (Aeonium), семейства Толстянковые (Crassulaceae), произрастающий на Канарских островах.
Растение образует идеально плоские диски, достигающие диаметра до 45 см. Его также часто называют «тарелкообразным» растением.

## Описание
Aeonium tabulaeforme — безстебельная розетка, прилегающая к земле. Как и большинство безстебельных видов, это растение монокарпическое.
Листья: круглые, нежно-зеленые, с длинными ресничками по краю. Длина листьев составляет от 3 до 10 (или даже 15) см, а ширина — от 2,5 до 4 см.
Розетка: обычно неразветвленная, состоящая из 100-200 (или более) плотно перекрывающихся листьев, которые формируют закрученный узор. Розетка круглая, плоская, высотой всего 2-5 см, но может достигать 45 см в диаметре.
Цветки: цветоносы прямостоячие, возникают из середины розетки и достигают высоты 50-60 см. Они образуют множество маленьких желтых цветков. Эониум живет примерно 3 года и после цветения умирает.

Примечания: иногда у растения появляются хохлатые стебли и оно сохраняет эту форму на протяжении многих лет.

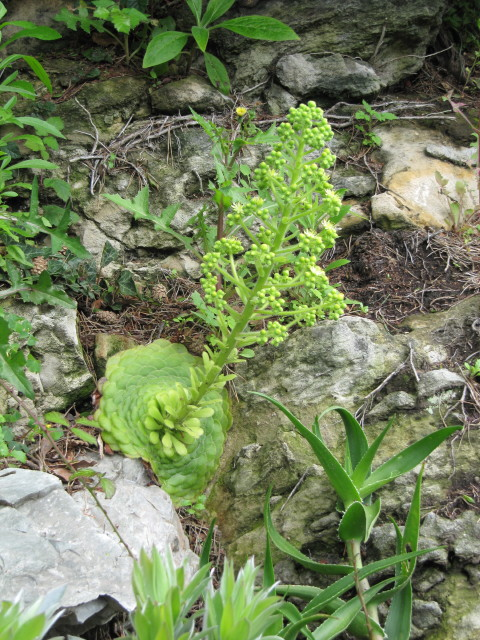
Соцветие
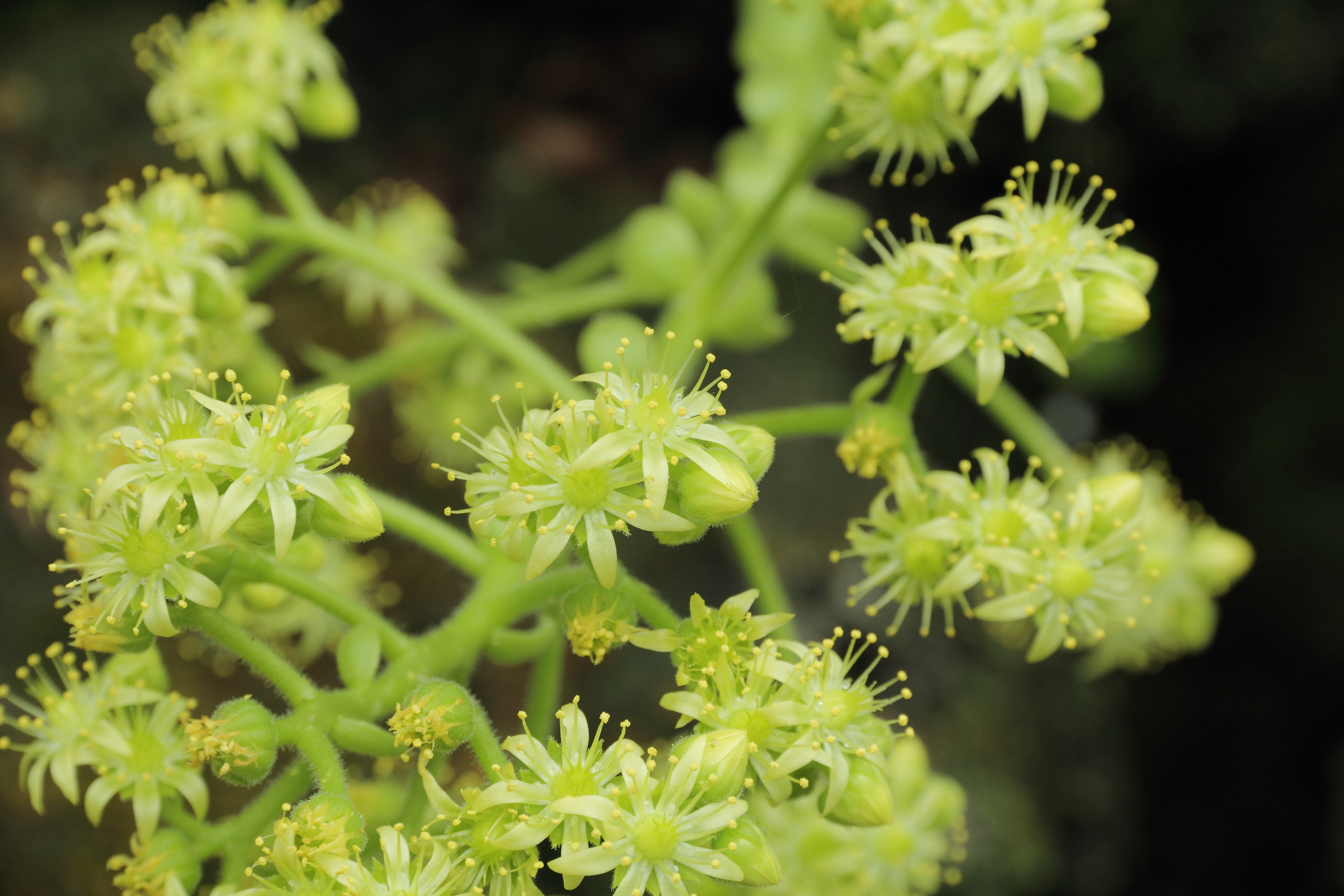
Цветки
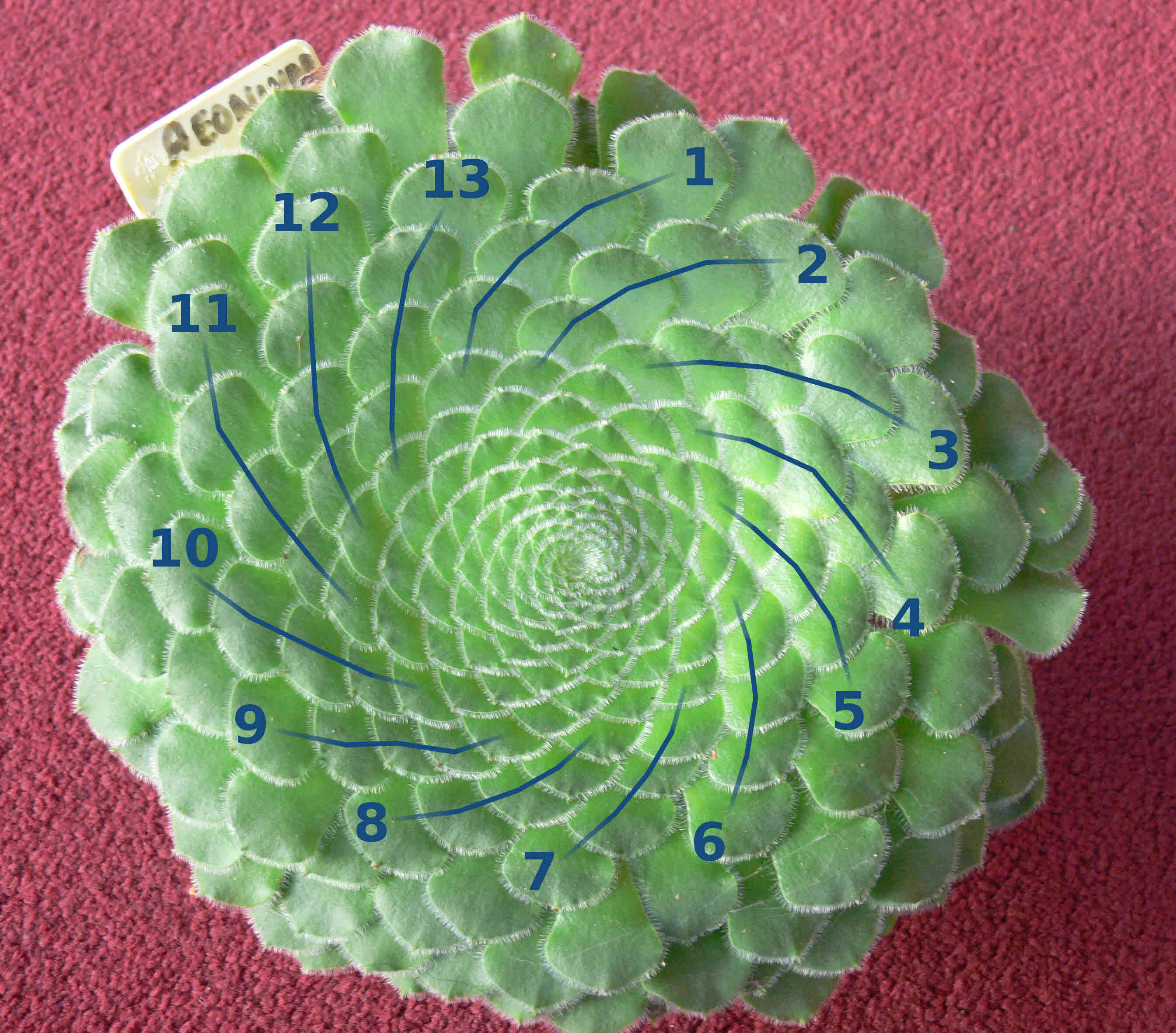
Розетка
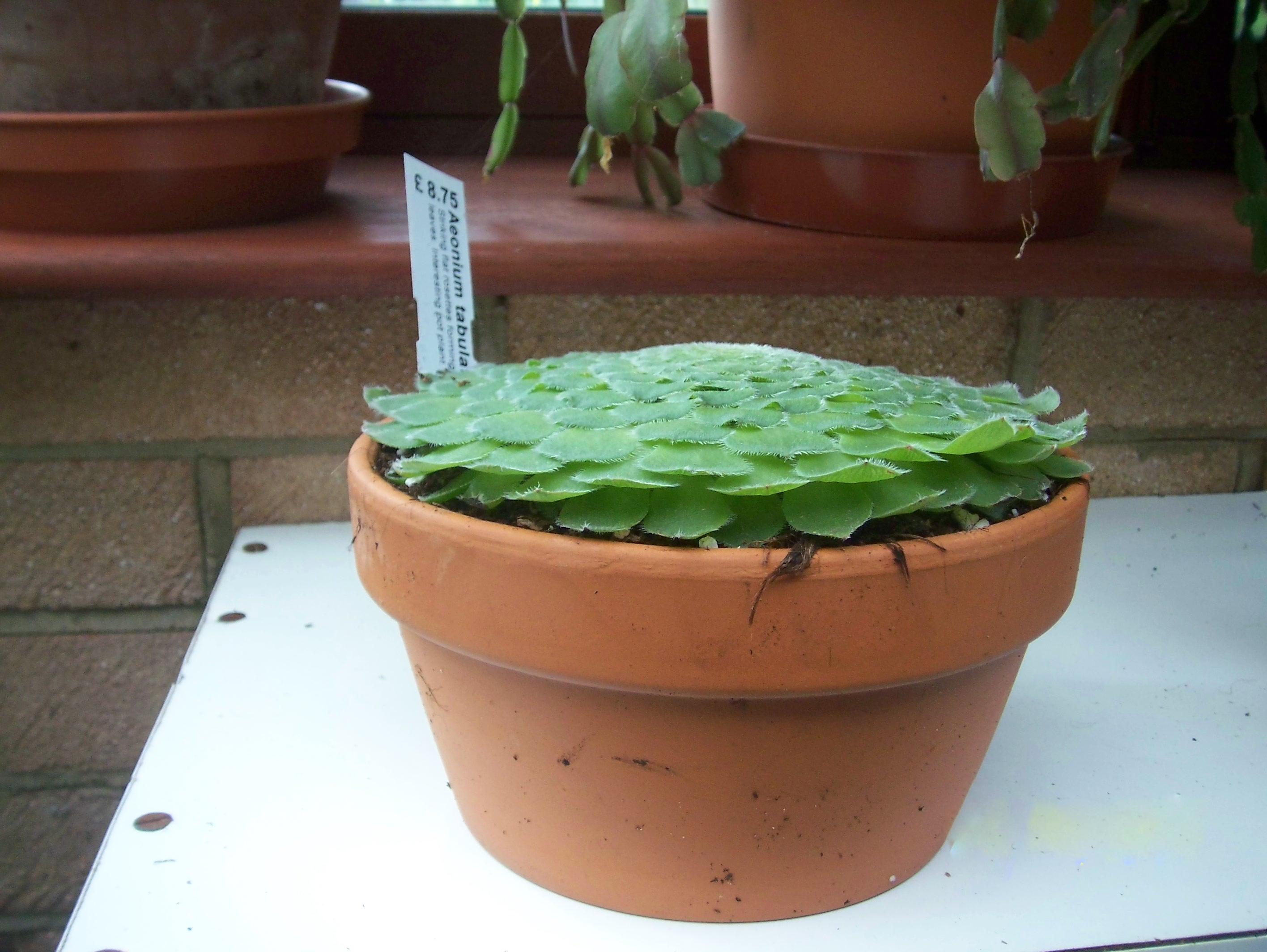
В культуре

## Таксономия
Aeonium tabulaeforme (Haw.) Webb & Berthel., первое упоминание в Hist. Nat. Iles Canaries 3(2; 1): 185 (1840).

### Синонимы
Гомотипные (основанные на одном и том же номенклатурном типе):
- Sempervivum tabulaeforme Haw. (1819)

Гетеротипные (основанные на разных номенклатурных типах):
- Aeonium berthelotianum Bolle (1859)
- Aeonium complanatum (A.DC.) Lem. (1869)
- Aeonium macrolepum Webb ex Christ (1887)
- Aeonium umbelliforme Knoche (1923)
- Sempervivum berthelotianum (Bolle) Christ (1887)
- Sempervivum complanatum A.DC. (1851)
- Sempervivum disciforme DC. ex Praeger (1932), pro syn.
- Sempervivum macrolepum Christ (1887)
- Sempervivum umbelliforme Linding. (1926)